# SN 1998fd
SN 1998fd – supernowa typu Ia odkryta 24 grudnia 1998 roku w galaktyce A011918+1555. W momencie odkrycia miała maksymalną jasność 21,30m.